# Crocidura fischeri
Crocidura fischeri је сисар из реда Soricomorpha.

## Угроженост
Подаци о распрострањености ове врсте су недовољни.

## Распрострањење
Врста има станиште у Кенији и Танзанији.

## Станиште
Станишта врсте су планине, мочварна подручја и саване.